# Dennisiomyces rionegrensis
Dennisiomyces rionegrensis är en svampart som beskrevs av Singer 1989. Dennisiomyces rionegrensis ingår i släktet Dennisiomyces och familjen Tricholomataceae.   Inga underarter finns listade i Catalogue of Life.